# منتخب فيجي لدوري الرغبي
منتخب فيجي الوطني لدوري الرغبي (بالإنجليزية: Fiji national rugby league team)‏ هو ممثل فيجي الرسمي في المنافسات الدولية في دوري الرغبي .